# Gordon Hessler
Gordon Hessler (* 30. Dezember 1930 in Berlin; † 19. Januar 2014 in London) war ein britischer Regisseur, Drehbuchautor und Filmproduzent.

## Leben
Hessler wurde 1930 als Sohn einer dänischen Mutter und eines englischen Vaters geboren. Seine Schulbildung empfing er in England und zog dann in die USA. Seine ersten Arbeiten fanden dort an Dokumentarfilmen statt. Mit 31 Jahren bekam er einen Vertrag in den renommierten Universal Studios und drehte eine Episode für die Serie Alfred Hitchcock Presents. Von 1962 bis 1965 produzierte er insgesamt 64 Episoden der Serie. Sein Spielfilmdebüt gab er 1965 mit Catacombs. Neben weiteren Arbeiten für das Fernsehen folgt 1969 der Spielfilm The Last Shot You Hear. Als 1969 während der Vorbereitungen zu den Dreharbeiten zu Im Todesgriff der roten Maske Regisseur Michael Reeves starb, übernahm Hessler die Regie des Films. Die Produktionsfirma American International Pictures vermarktete den Film als Teil ihrer erfolgreichen Edgar-Allan-Poe-Reihe und war mit dem Geschäft sehr zufrieden, weshalb sie Hessler einen Vertrag über drei weitere Horrorfilme gaben. Es entstanden zwei weitere Filme mit AIP-Star Vincent Price: der Science-Fiction-Film Die lebenden Leichen des Dr. Mabuse (1969) und Der Todesschrei der Hexen (1970), sowie ein weiterer Film der Poe-Reihe: Mord in der Rue Morgue (1971).
Neben mehreren TV-Produktionen drehte Hessler in den folgenden Jahren auch weiterhin einige Kinofilme, unter anderem den Abenteuerfilm Sindbads gefährliche Abenteuer und den Trashfilm Kiss – Von Phantomen gejagt mit der Hard-Rock-Band Kiss. Hessler blieb bis Anfang der 1990er Jahre aktiv, konnte aber an die Erfolge seiner Anfangsjahre nicht anknüpfen. In den 1980ern drehte er vor allem B-Filme wie Die 1000 Augen der Ninja mit Shō Kosugi und Kriegsfilme wie Die Galgenvögel sowie weitere Serienepisoden. Seine letzte Regiearbeit war der US-japanische Spielfilm Shogun Mayeda mit Christopher Lee.

## Filmografie (Auswahl)
- 1961–1965:  Alfred Hitchcock Presents (Produzent und Regisseur)
- 1964: Katakomben (Catacombs)
- 1969: Im Todesgriff der roten Maske (The Oblong Box)
- 1969: Die lebenden Leichen des Dr. Mabuse (Scream and Scream again)
- 1970: Der Todesschrei der Hexen (Cry of the Banshee)
- 1971: Am Tor zur Freiheit liegt der Totenschein (Embassy)
- 1971: Mord in der Rue Morgue (Murders in the Rue Morgue)
- 1974: Sindbads gefährliche Abenteuer (The Golden Voyage of Sinbad)
- 1974: Seilbahn in den Tod (Skyway to Death)
- 1975: Tod auf Rhodos (Medusa)
- 1976: Der Millionen-Dollar-Coup (Three Way Split)
- 1976: Wonder Woman (TV-Serie, diverse Episoden)
- 1977: CHiPs (TV-Serie, diverse Episoden)
- 1978: Kiss in Attack of the Phantoms (Kiss in Attack of the Phantoms)
- 1978: Reeker (Puzzle)
- 1979: Die unglaublichen Geschichten von Roald Dahl (TV-Serie, diverse Episoden)
- 1983: California Kids – Superheiß und affengeil (Escape from El Diablo)
- 1985: Die 1000 Augen der Ninja (Pray for Death)
- 1986: Top Fighter (Rage of Honour)
- 1987: Die Galgenvögel (The Misfit Brigade)
- 1988: Das Mädchen auf der Schaukel (The Girl in a Swing)
- 1989: Run Tiger Run (Out on Bail)
- 1991: Shogun Mayeda